# Mauritania en los Juegos Olímpicos de Sídney 2000
Mauritania estuvo representada en los Juegos Olímpicos de Sídney 2000 por dos deportistas, un hombre y una mujer, que compitieron en atletismo.
El portador de la bandera en la ceremonia de apertura fue el atleta Sidi Mohamed Uld Bidyel. El equipo olímpico mauritano no obtuvo ninguna medalla en estos Juegos.